# Min Amanda Var Fra Kerteminde
"Min Amanda Var Fra Kerteminde" er en gammel revyvise skrevet af tekstforfatteren Axel Schwanenflügel i slutningen af 1800-tallet. Visen indgik i vinterrevyen Harper i Luften anno 1893 på Nørrebro Teater i København, og desuden eftersigende en sandfærdig fortælling. Sangen omhandler den unge Sophie Krag, som rejste til København, hvor hun forloves med revyforfatteren Anton Melbye. Men i stedet for at gifte sig med revyforfatteren, forlod hun ham til fordel for barndomsvennen Vilhelm, som på dette tidspunkt læste jura på Københavns Universitet. Axel Schwanenflügel, ven med Anton Melbye, skriver teksten som reaktion på episoden. 
 Der er for få eller ingen kildehenvisninger i denne artikel, hvilket er et problem. Du kan hjælpe ved at angive troværdige kilder til de påstande, som fremføres i artiklen.

| Musik | Spire Denne musikartikel er en spire som bør udbygges. Du er velkommen til at hjælpe Wikipedia ved at udvide den. |